# Calpidium ornatum
Calpidium ornatum är en mossdjursart som beskrevs av Busk 1852. Calpidium ornatum ingår i släktet Calpidium och familjen Catenicellidae. Inga underarter finns listade i Catalogue of Life.